# Кубра (селище, Ульяновська область)
Кубра (рос. Кубра) — селище в Радищевському районі Ульяновської області Російської Федерації.
Населення становить 382 особи. Входить до складу муніципального утворення Калиновське сільське поселення.

## Історія
Населений пункт розташований на території українського культурного та етнічного краю Жовтий Клин.
Від 2004 року входить до складу муніципального утворення Калиновське сільське поселення.

## Населення
| 2010 |
| ---- |
| 382  |